# Smith & Wesson Model 4006
A Smith & Wesson Model 4006 (ou simplesmente S&W 4006) é uma pistola semiautomática introduzida pela Smith & Wesson em 17 de janeiro de 1990 junto com o novo cartucho .40 S&W. É uma pistola S&W de 3ª geração.

## História
Depois do surgimento do cartucho .40 S&W projetado pela Winchester e lançado em janeiro 1988, não por coincidência, foi a primeira empresa a fabricar pistolas para aquele cartucho.
A S&W 4006 em .40 é uma versão reforçada da Model 5906 em 9 mm, tendo sido lançada em 17 de janeiro de 1990 e adotada pela "California Highway Patrol" logo em seguida.

## Projeto
A S&W 4006 possui o quadro e o "slide" de aço inoxidável, é uma pistola de ação simples e dupla com cano de 4 polegadas, controles de desarme/segurança montados no "slide" e um carregador bifilar (escalonado) para 11 cartuchos. 

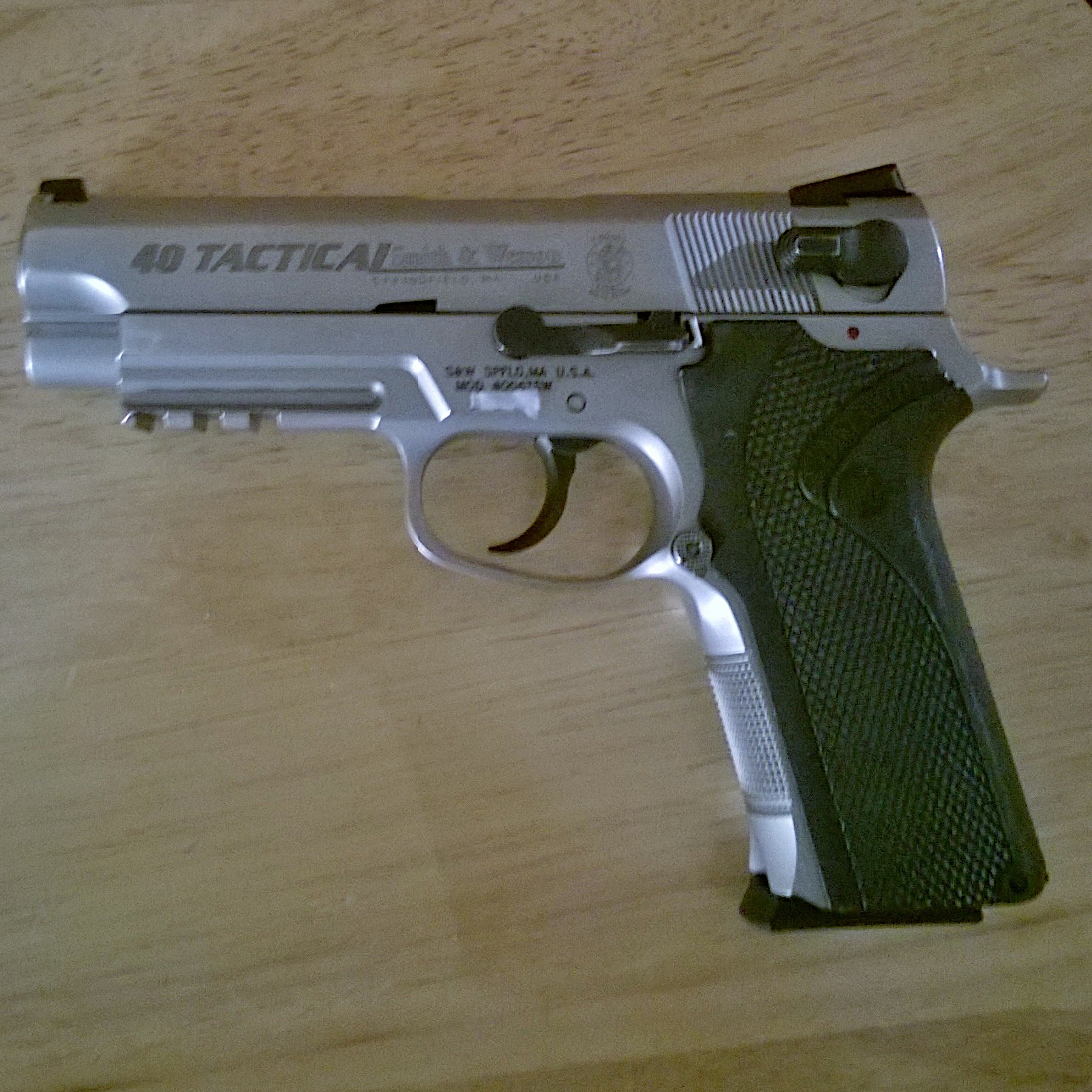
Uma S&W 4006 com trilho Picatinny.
Este modelo serviu anteriormente na "California Highway Patrol".

A S&W 4006 foi uma das novas semiautomáticas de 3ª geração da S&W, projetada com a colaboração do famoso armeiro Wayne Novak de Parkersburg, WV. Foi a 4006 apresentou o novo cartucho .40 S&W ao mercado e apresentava também uma empunhadura em peça única envolvente feita de Xenoy em comparação com as empunhaduras anteriores de dois painéis (talas), bem como miras Novak de 3 pontos de perfil baixo. 
Foi produzida uma versão com corpo de liga de alumínio leve S&W 4003/4043 que pesava 800 gramas (29 onças) e era mais confortável de carregar. O modelo 4046 era uma pistola DAO (somente ação dupla) em aço inoxidável. Os primeiros 2 dígitos do número do modelo indicam o calibre. O último dígito, 3 ou 6, indica estrutura de alumínio ou aço inoxidável, respectivamente.
Vários recursos de segurança incluem uma alavanca de segurança (que bloqueia o pino de disparo do cão), bem como um carregador de segurança (que impede a pistola de disparar quando nenhum carregador é inserido). Embora seja uma verdadeira pistola de dupla ação, a arma compartilha esse recurso de desconexão do carregador com as pistolas Browning Hi-Power: não pode ser disparada sem o carregador no lugar. Esse recurso foi desenvolvido para atender às necessidades de várias agências de aplicação da lei interessadas em fornecer outro nível de segurança para seus policiais.

## Usuários
- Atlanta Police Department
- California Highway Patrol
- California State Parks
- Colorado State Patrol
- Nevada Capitol Police
- Nevada Department of Wildlife
- Nevada Highway Patrol
- New Jersey Department of Law and Public Safety
- New Jersey Juvenile Justice Commission
- Pennsylvania State Constables
- Wisconsin Department of Natural Resources